# St. Wolfgang (Atzmannsricht)

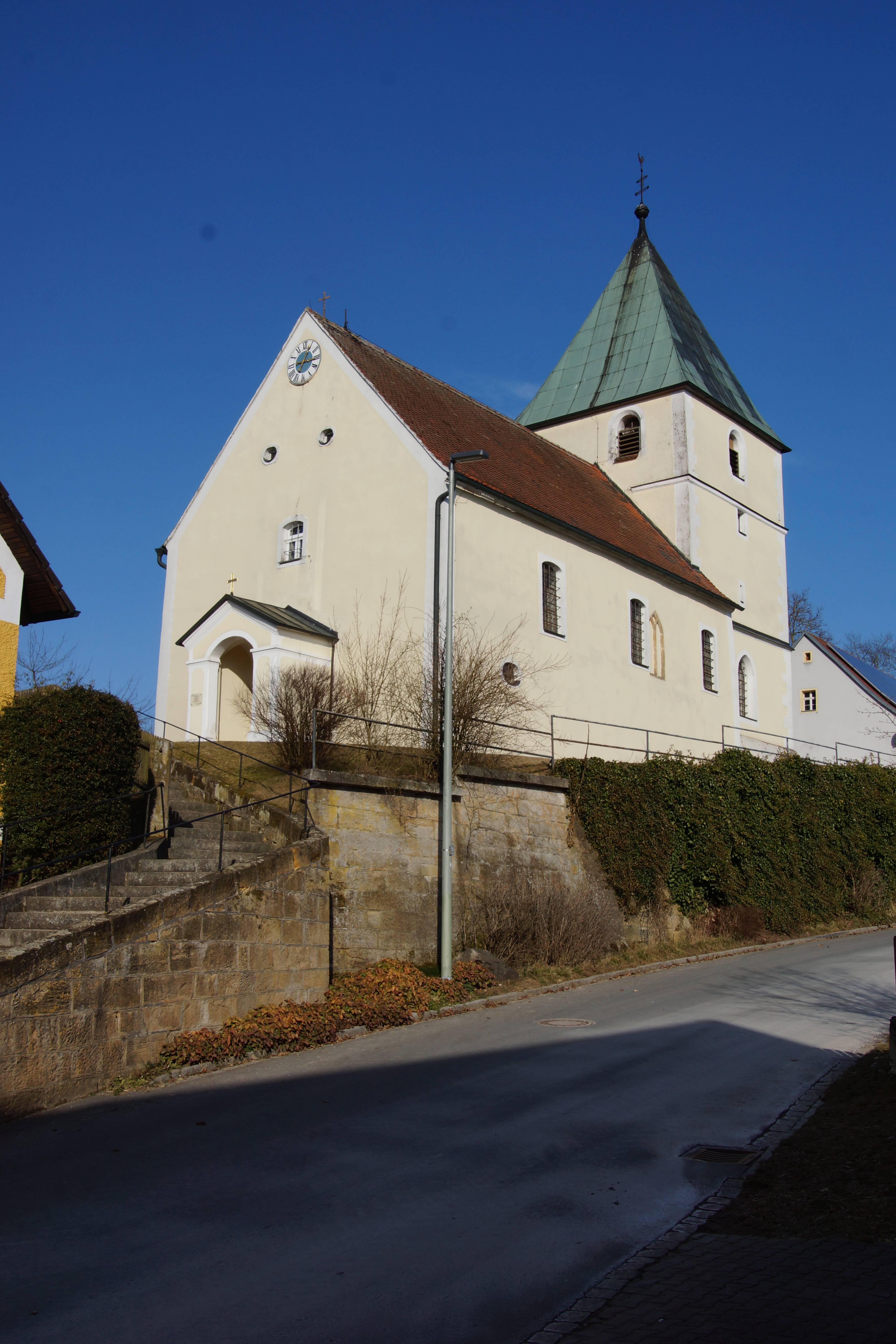
St. Wolfgang (Atzmannsricht)

Die römisch-katholische, denkmalgeschützte Filialkirche St. Wolfgang steht in Atzmannsricht, einem Gemeindeteil der Gemeinde Gebenbach im Landkreis Amberg-Sulzbach in der Oberpfalz in Bayern. Das Bauwerk ist unter der Denkmalnummer D-3-71-123-8 als Baudenkmal in die Bayerische Denkmalliste eingetragen. Die Kirche gehört zum Dekanat Sulzbach-Hirschau im Bistum Regensburg.

## Beschreibung
Die im Kern spätgotische Saalkirche, die wie eine Wehrkirche aussieht, wurde 1719–22 erweitert. Sie besteht aus einem Langhaus, das mit einem Satteldach bedeckt ist, und einem mit einem quadratischen, mit einem Pyramidendach bedeckten Chorturm im Osten, in dem drei Kirchenglocken hängen. Das Langhaus wurde nach Westen verlängert und an die Nordwand des Chorturms wurde die Sakristei angebaut. Zur Kirchenausstattung gehört ein Hochaltar, ein Flügelaltar aus der Mitte des 17. Jahrhunderts. Im Schrein befindet sich eine Statuette des heiligen Wolfgang. In den Seitenflügeln sind als Relief der heilige Heinrich und die heilige Kunigunde dargestellt. Der rechte Seitenaltar entstand gleichzeitig mit dem Hochaltar, der linke Seitenaltar kam 1878 hinzu, dessen Aufbau störend wirkt. Die Brüstung der Kanzel aus der 2. Hälfte des 17. Jahrhunderts, ist mit Darstellungen der vier Evangelisten ausgestattet, von denen die des Matthäus erneuert wurde. Die 1858 gebaute Orgel wurde 1902 von Ludwig Edenhofer junior gekauft und in der Kirche aufgestellt.